# Eric Sandberg
Eric Sandberg (19 de dezembro de 1884 — 8 de dezembro de 1966) foi um velejador sueco, medalhista olímpico. Ele competiu nos Jogos Olímpicos de Verão de 1908 e 1912 nas classes 6 Metre e 8 Metre. Em 1908, conquistou a prata como tripulante do Vinga ao lado de Carl Hellström, Edmund Thormählen, Erik Wallerius e Harald Wallin; em 1912, ficou com o bronze na disputa a bordo do Kerstin com Otto Aust e Harald Sandberg.